# Piorella parva
Piorella parva är en insektsart som beskrevs av Evans 1972. Piorella parva ingår i släktet Piorella och familjen dvärgstritar. Inga underarter finns listade i Catalogue of Life.